# PC Nackt

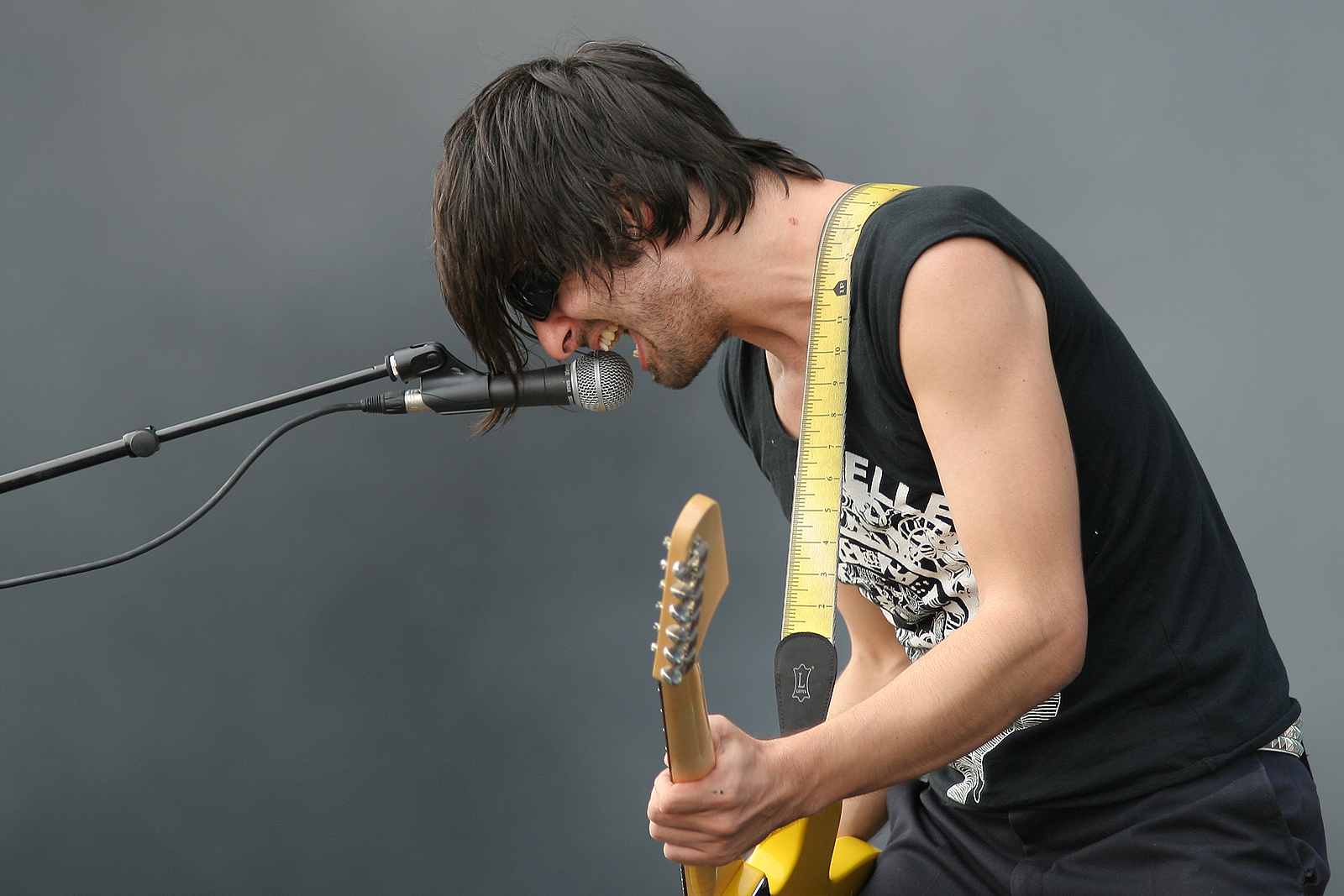
PC Nackt als Warren Suicide auf dem M’era Luna Festival 2007

PC Nackt (* 1975 als Patrick Christensen) ist ein mehrfach Grammy-nominierter Postgenre-Komponist, Performancekünstler, Multiinstrumentalist und Produzent aus Berlin. Nackt ist Co-Gründer diverser Projekte, u. a. der Elektropunk-Band Warren Suicide, des Orchesters The String Theory, des Tonstudios Chez Chérie und der Band Raison mit Schorsch Kamerun und Mense Reents.
Nackt hat für Kino (Wim Wenders’ Land of Plenty), Serien (Netflix: Dark, Breaking Bad), Musiktheater und Orchester komponiert. Seine Arbeiten wurde vielfach mit Preisen (z. B. Best Soundtrack Cannes, American Independent Music Award) ausgezeichnet und erreichten Chartplatzierungen.
Als Produzent, Songwriter und Instrumentalist hat Nackt mit diversen internationalen Künstlern und Künstlerinnen kollaboriert (u. a. José González, Apparat, Dieter Meier) und hat solo oder als Mitglied von Bands wie Apparat oder der Nena-Band dutzende Tonträger veröffentlicht und unzählige Konzerte rund um den Globus gespielt.
2024 gründete Nackt gemeinsam mit Verlegerin Sophia Blume das Plattenlabel für außergewöhnliche Programmmusik Naked Records.

## Leben und Werdegang
Geboren 1975 als Sohn einer dänischen Tanzpädagogin, begann PC Nackt als Jugendlicher Ballettmusik zu komponieren und in Bands zu spielen. Mit 16 Jahren wurde er in das Bundesjazzorchester (unter der Leitung von Peter Herbolzheimer) aufgenommen, 1993 folgte ein zweijähriger Aufenthalt am American Institute of Music in Wien.
Von 1995 bis 1999 studierte er Jazzgitarre und Komposition an der Hochschule für Musik in Köln. Parallel arbeitete Nackt in den Bereichen zeitgenössischer Tanz, Theater und tourte mit verschiedenen Bands, u. a. Linientreu. Seit 1999 lebt Nackt in Berlin und trat im Jahr 2000 der Nena-Band bei, die er bis 2005 als Gitarrist, Autor und musikalischer Leiter begleitete. In diese Zeit fallen Nenas Comeback mit zwei Mehrfach-Platin-Alben sowie eine Vielzahl von Aufnahmesessions mit anderen deutschen Popkünstlern und Künstlerinnen, wie z. B. Udo Lindenberg oder Dendemann.
2002 gründete er gemeinsam mit seiner Lebenspartnerin und Künstlerin Chérie die Elektro-Punk-Band Warren Suicide. Mit ihrer Verbindung von elektronischer Tanzmusik, Punk und experimenteller Kunst spielte die Band bis 2011 weltweit Konzerte in Clubs und auf Festivals wie Glastonbury, Roskilde oder M’era Luna. Sie veröffentlichte drei Studioalben, eine Vielzahl Maxisingles und einen Film auf DVD.
Ebenfalls 2002 starteten Nackt und Chérie das Chez Chérie, ein in Berlin/Neukölln ansässiges Studioloft für Musik und Kunst. An diesem Ort der Begegnung für in Berlin ansässige/ankommende oder durchreisende Künstler und Künstlerinnen wurden weit über 100 Alben (z. B. Tocotronic, Beatsteaks, Apparat, Hans Unstern, My brightest Diamond, Isolation Berlin, Die Heiterkeit, JaPanik, Fehlfarben, T.Raumschmiere) aufgenommen, Filme vertont und Projekte und Live-Events wie Konzerte, Lesungen, Partys etc. abgehalten.
Hauptprojekt des Chez Chérie ist die 2007 von Ben Lauber und Nackt ins Leben gerufene String Theory – ein Orchester-Projekt mit einer Vielzahl von Mitwirkenden aus Europa und den USA. So tourte Nackt als Dirigent und musikalischer Leiter der String Theory gemeinsam mit Singer/Songwriter José González mehrfach durch Europa und Nordamerika. String Theory nahm mehrere Studio- und ein Livealbum auf und erhielt für die Kollaboration mit dem US-Poeten Sekou Andrews eine Grammynominierung und den American Independent Music Award 2020.
Von 2011 bis 2016 war Nackt Produzent, Autor und Mitglied der Liveband des Berliner Musikers Sascha Ring aka Apparat. Neben einer ausgedehnten Welttour entstanden in dieser Periode mehrere Studioalben und Filmmusiken. Für den Soundtrack zu dem US-Film Equals wurden Nackt und Ring gemeinsam mit Co-Autor Dustin O’Halloran mit dem SoundtrackStarsAward beim Venice Film Festival ausgezeichnet. Das Album LP5 war 2020 ebenfalls für einen Grammy nominiert.
Seit 2016 arbeitet Nackt mit dem Regisseur Schorsch Kamerun an einer Serie von Elektro-Opern, die an Theatern im gesamten deutschsprachigen Raum auf die Bühne gebracht werden. Diese Zusammenarbeit mündete schließlich 2020 in der Gründung der Band Raison mit Mense Reents, wie Kamerun Teil der Band Die goldenen Zitronen. Das Debüt-Album So viele Leute wie möglich ist 2022 bei dem Hamburger Label Buback erschienen.
2017 ist die von Nackt produzierte Single Kalle Llamen der albanischen Künstlerin Andrra auf Platz 1 der albanischen Charts eingestiegen.
2018 gründete Nackt gemeinsam mit Filmemacher und Fotograf Ralf Schmerberg das Künstlerkollektiv Music Ashram, ein interdisziplinäres Projekt zur Erforschung transzendentaler Kunst. Die Performances, Filme und Tonträger verhalfen dem Music Ashram zu internationaler Bekanntheit und seit 2020 verfügt das Projekt über eine eigene 6000 qm Spielstätte, MaHalla, in Berlin-Schöneweide.
2020 veröffentlichte Nackt auf dem Label 7K! die Soloplatte Plunderphonia mit Neubearbeitungen klassischer Klaviermusik aus dem 17.–19. Jahrhundert für Disklavier. Diese Begegnung mit dem Instrument Disklavier wurde zum maßgeblichen Anstoß und rückte das Klavier ins Zentrum Nackts kompositorischen Schaffens.
in Folge wurde 2023 die philosophische Oper (von Sebastian Hartmann und PC Nackt, Deutsches Theater Berlin) Der Einzige und sein Eigentum mit einer Einladung zum Theatertreffen, und Angabe der Person (von Elfriede Jelinek, Regie Jossi Wieler, Deutsches Theater Berlin) mit dem Nestroy-Preis ausgezeichnet.
2024 erfolgte dann die Gründung des Plattenlabels für Programmmusik Naked Records und der Edition PostgenrePublishingChristensen. Als erste Trilogie wurden hier die Soundtracks der drei Deutsches-Theater-Produktionen Der Einzige und sein Eigentum, Angabe der Person und Psychose mit der Musik von Nico Van Wersch, veröffentlicht.

## Arbeiten (Auszug)

### Als Künstler
- 2024 PC Nackt Angabe der Person
- 2024 PC Nack Der Einzige und sein Eigentum
- 2022 Raison So viele Leute wie möglich
- 2022 String Theory Origin
- 2021 Music Ashram Dampf
- 2021 Music Ashram Staubfresser
- 2021 Music Ashram Soundair–001
- 2020 PC Nackt Plunderphonia
- 2020 String Theory The Los Angeles Suite
- 2019 String Theory Sekou Andrews and the String Theory
- 2019 String Theory José Gonzales and the String Theory Live in Europe
- 2012 String Theory The Aachen String Theory
- 2011 Warren Suicide World Warren III
- 2010 String Theory The Göteborg String Theory
- 2008 String Theory The Berlin String Theory
- 2008 Warren Suicide Requiem for a Missing Link
- 2006 Warren Suicide The Hello
- 2005 Warren Suicide CD/DVD Warren Suicide
- 1993 Patrick Karlhuber So What

### Als Produzent
- 2024 Nico van Wersch Psychose
- 2022 Andrra Maleve
- 2020 Hans Unstern Diven
- 2017 Andrra Paline
- 2014 Dieter Meier  Out Of Chaos
- 2013 Unmap Pressures
- 2013 Wende Snijders Last Resistance
- 2013 Apparat Krieg und Frieden
- 2012 Hans Unstern The Great Hans Unstern Swindle
- 2011 Apparat Devil’s Pact
- 2009 Hans Unstern Kratz dich raus
- 2007 Band Deutscher Mädels Band Deutscher Mädels

### Filmscores
- 2025 Mit der Faust in die Welt schlagen, Regie: Constanze Klaue
- 2020 Yesterway, Regie: Ralf Schmerberg
- 2018 Indarella, Regie: Ralf Schmerberg
- 2017 Lysis, Regie: Rick Ostermann
- 2016 Wedgetail, Regie: Greg Blakey
- 2016 Die letzte Sau, Regie: Aron Lehmann
- 2015 Equals, Regie: Drake Doremus
- 2015 Fonotune, Regie: Fabian Huebner
- 2014 Die Klasse, Regie: Ben von Grafenstein
- 2013 Traumland, Regie: Petra Volpe
- 2010 David wants to fly, Regie: David Sieveking
- 2004 Land of Plenty, Regie: Wim Wenders

### Musik für Bühne
- 2025 Grosse Gewinne, Grosse Verluste – mit Schorsch Kamerun, Musiktheater am Deutschen Theater Berlin, Regie Schorsch Kamerun
- 2025 Krankheit oder moderne Frauen – Elfriede Jelinek, Sprechoper für Schauspiel und Chor am Volkstheater Wien. Regie Claudia Bauer
- 2024 Rote Mühle – nach Ferenc Molnár, Sprechoper für Schauspiel und Chor am Badisches Staatstheater Karlsruhe. Regie Tom Kühnel
- 2024 Come as you are – mit Schorsch Kamerun, Musiktheater Happening am Deutschen Nationaltheater Weimar. Regie Schorsch Kamerun
- 2024 Cap Arcona – mit Schorsch Kamerun, Musiktheaterstück mit dem Ensemble des Theater Lübeck. Regie Schorsch Kamerun
- 2024 Atlantis – Die Welt als Wille und Vorstellung – Musik-Theaterabend von Sebastian Hartmann und PC Nackt am Staatsschauspiel Dresden. Regie Sebastian Hartmann
- 2023 Reinicke Fuchs – nach J.W.Goethe – Pop-Oper am Residenztheater München. Regie Schorsch Kamerun
- 2023 Der diskrete Charme der Reduktion – mit Schorsch Kamerun, Musiktheaterinstallation für Kammerorchester und Chor in Zusammenarbeit mit der Komischen Oper Berlin. Regie Schorsch Kamerun
- 2022 Angabe der Person – Uraufführung von Elfriede Jelinek, Musik für Disklavier am Deutschen Theater Berlin. Regie Jossi Wieler
- 2022 Der Einzige und sein Eigentum – nach Max Stirner von PC Nackt und Sebastian Hartmann, eine philosophische Oper am Deutschen Theater Berlin. Regie Sebastian Hartmann
- 2022 King Arthur Teil 2 – nach Henry Purcell, Hybrid-Oper mit Schorsch Kamerun und den Bremer Philharmonikern, Musik für Orchester, Chor und Elektronik am Theater Bremen. Regie Schorsch Kamerun
- 2022 Wem gehört welch Land – mit Schorsch Kamerun, Musiktheater Happening am Deutschen Nationaltheater Weimar. Regie Schorsch Kamerun
- 2022 Come together –  mit Schorsch Kamerun, Konzertgala für Solisten und Orchester an der Staatsoper Stuttgart. Regie Schorsch Kamerun
- 2022 All together now – mit Schorsch Kamerun, Happening Gala am Residenztheater München. Regie Schorsch Kamerun
- 2021 Was – mit Schorsch Kamerun, Musiktheater an der Parkaue Berlin. Regie Schorsch Kamerun
- 2021 King Arthur Teil 1 – nach Henry Purcell, Hybrid-Oper mit Schorsch Kamerun und den Bremer Philharmonikern, Musik für Orchester, Chor und Elektronik am Theater Bremen. Regie Schorsch Kamerun
- 2020 Konstellationen – von Nick Payne, Musik für Kassettenrekorder und Plattenspieler am Schauspiel Dortmund. Regie Péter Sanyo
- 2019 Das Bauhaus – Elektro-Oper mit Schorsch Kamerun an der Volksbühne Berlin
- 2018 Spuren der Verirrten – Elektro-Oper mit Schorsch Kamerun am Theater Basel
- 2018 Ein Sommernachtstraum im Cyber Valley – Elektro-Oper mit Schorsch Kamerun am Schauspiel Stuttgart
- 2018 Nordstadtphantasien – Elektro-Oper mit Schorsch Kamerun im Rahmen der Ruhrtriennale, Dortmund
- 2018 Vor solchen wie uns haben uns unsere Eltern immer gewarnt – von Tanja Slijivar, Musik für Machienen und Elektronik am Schauspiel Nord, Stuttgart. Regie Péter Sanyo
- 2017 Katastrophenstimmung – mit Schorsch Kamerun, Deutsches Schauspielhaus in Hamburg
- 2017 Me are the world –  mit Schorsch Kamerun, Werk X Wien
- 2016 Paradise Lost – mit Schorsch Kamerun an der Oper Basel
- 2015 Guts for Fear – Live-Vertonung des Schlingensief-Films Menu Total mit 6 Posaunen des Stegreif.orchesters und Elektronika im Silent Green/Berlin
- 2015 Ich habe um Hilfe gerufen. Es kamen Tierschreie zurück – mit Schorsch Kamerun, Fabian Hinrichs und Nackt am Hebbel am Ufer/Berlin
- 2014 Hair – von Galt McDermot, Oper für die Bremer Philharmoniker, Opern- und Bürgerchor und Warren Suicide am Theater am Goetheplatz, Bremen, Regie: Robert Lehniger
- 2014 Der Löwe im Winter – von James Goldman, Musik für Elektronika und Schlagwerk am Deutschen Theater Berlin, Regie: Sebastian Hartmann
- 2013 Der Traum eines lächerlichen Menschen – von Fjodr Dostojewski, Musik für 6 Posaunen und Elektronika, Central Theater Leipzig, Regie: Sebastian Hartmann
- 2012 Mein Faust – von J.W.Goethe, Music für Elektronika und Flügel, Central Theater Leipzig, Regie: Sebastian Hartmann
- 2011 No Gravity in Aachen – Choreographie: Company Irène K
- 2010 Hamlet ist tot – keine Schwerkraft von Ewald Palmetshofer, Musik für Orchester, gespielt von Mitgliedern der Berlin/Göteborg StringTheory, Staatstheater Karlsruhe, Regie: Florian von Hoermann
- 2009 Don Carlos – von Schiller, Musik für Elektronika, Staatstheater Karlsruhe, Regie: Florian von Hoermann
- 2008 Transporter – von Kai Ivo Baulitz, Musik für 12 Vinyl-Plattenspieler, Schauspiel Frankfurt, Regie: Florian von Hoermann
- 2008 Adom Modulations, Tanznacht Berlin – Choreographie: Zufit Simon
- 2007 Inside/Out, Muffathalle München – Choreographie: Katja Wachter
- 2007 Das trunkene Schiff – von Paul Zech, Musik für Streichquartett, Schauspiel Frankfurt, Regie: Florian von Hoermann
- 2000 Steine sind Steine, Kopenhagen – Choreographie: Michaela Christensen
- 1993 So What, Burghausen – Choreographie: Michaela Christensen
- 1990 Reise in die Unterwelt, Burghausen – Choreographie: Michaela Christensen